# تي إتش برين
تي إتش برين (بالإنجليزية: T. H. Breen)‏ هو مؤرخ أمريكي، ولد في 5 سبتمبر 1942 في أوهايو في الولايات المتحدة.